# Val Masino
Val Masino là một đô thị ở tỉnh Sondrio trong vùng Lombardia của Italia, có vị trí khoảng 90 km về phía đông bắc của Milano và khoảng 20 km về phía tây bắc của Sondrio, ở biên giới với Thụy Sĩ. Tại thời điểm ngày 31 tháng 12 năm 2004, đô thị này có dân số 962 người và diện tích là 116 km².
Đô thị Val Masino có các frazioni (các đơn vị cấp dưới, chủ yếu là các làng) Cataeggio, Filorera, và San Martino.
Val Masino giáp các đô thị: Ardenno, Bondo (Thụy Sĩ), Buglio in Monte, Chiesa in Valmalenco, Civo, Novate Mezzola, Stampa (Thụy Sĩ), Vicosoprano (Thụy Sĩ).